# Gastrin
Gastrin er et peptidhormon, der spiller en vigtig rolle i fordøjelsen ved at regulere produktionen af mavesyre og fremme mave-tarmkanalens aktivitet.
Gastrin er et hormon, der spiller en meget central rolle ved at regulere produktionen af mavesyre og stimulere mave-tarmkanalens aktivitet. Gastrin produceres af G-celler beliggende primært i mavesækkens antrum. Sekretionen af gastrin stimuleres af tilstedeværelse af føde i mavesækken, især peptider og aminosyrer, samt strækning af mavevæggen efter et måltid. Aktiviteten øges også via. signaler fra vagusnerven (den 10. kranialnerve), som frigiver acetylkolin.
Gastrin fremmer saltsyreproduktionen i mavesækken ved at stimulere parietalellerne ved at frigive histamin. Den høje surhedsgrad aktiverer pepsinogen til pepsin, der nedbryder proteiner. Derudover øger gastrin mavesækkens motilitet (de peristaltiske bevægelser), så føden homogeniseres effektivt med mavesaften. Ydermere fremmes tømningen til tolvfingertarmen også.
Når surhedsgraden i mavesækken bliver høj (lav pH), hæmmes gastrinfrigivelsen af somatostatin, der udskilles fra D-celler. Hormoner som sekretin og choleocytokinin (CCK) bidrager også til hæmningen. Forstyrrelser i gastrinproduktionen kan føre til kliniske problemer, såsom overproduktion af saltsyre eller nedsat mavesyreproduktion og vitamin B12-mangel. Ved hypergastrinæmi er der en øget risiko for udvikling af adenocarcinomer i ventriklen.